# Grej
Grej (symbol Gy, ang. gray) – jednostka dawki pochłoniętej w układzie SI będąca jednostką pochodną w tym układzie. Określa ilość energii promieniowania w dżulach pochłoniętej przez kilogram materii.
1 Gy = 1 m2·s−2 = 1 J/kg
Nazwa nadana dla uczczenia brytyjskiego badacza promieniowania Louisa Harolda Graya.
Jednorazowe napromieniowanie całego ciała człowieka dawką co najmniej 5 Gy zazwyczaj prowadzi do śmierci w ciągu 14 dni. Dawka ta odpowiada 375 J na 75 kg masy ciała. Zdarzały się wypadki znacznie większego napromieniowania, które jednak nie kończyły się śmiercią, np. wypadek Anatolija Bugorskiego. Najbardziej odporna na promieniowanie jonizujące bakteria, Deinococcus radiodurans znosi bez uszkodzenia dawkę 5000 Gy.
1 Gy to bardzo duża wartość, dlatego w medycynie zazwyczaj używa się miligrejów (mGy). Typowa dawka pochłonięta przy:
- zdjęciu rentgenowskim: 0,1–2,5 mGy
- tomografii jamy brzusznej: 8 mGy
- tomografii miednicy: 25 mGy
- napromieniowanie przedtransplantacyjne szpiku kostnego (FTBI): 12 Gy (dawka łączna z kompletu naświetlań, nie jednorazowa)
- radioterapia: 2–80 Gy (w dawkach jednorazowych po 1,5–2,5 Gy).